# Sergey Kirillov
Sergey Kirillov är en ukrainsk-rysk pianist och organist vid Reedville Presbyterian Church i USA.

## Biografi
Sergey Kirillov utbildade sig 1971–1982 vid Ukrainas nationella musikakademi Pjotr Tjajkovskij i Ukraina och tog masterexamen i orgel och piano. Han arbetade 1986–2013 som körledare och musikdirektör vid Sankt Andreas ortodoxa kyrka i Stavropol.
Kirillov har även arbetat som organist och körledare i Rysk-ortodoxa kyrkan i Ukraina. Kirillov återuppbyggde den slaviska sångtraditionen och startade professionella körer i kyrkor runtomkring Kiev, Novosibirsk, Barnaul och Stavropol. Han tilldelades därför The Orders of St. Vladimir the Great and of Venerable St. Sergius of Radonezh av Rysk-ortodoxa kyrkan.
Han arbetade under en längre tid som dirigent och organist vid Stavropols församlings kammarorkester och kören Cantabile. Han var 2003–2016 professor i orgel vid Stavropol College of Arts in Russia. Sergey flyttade 2016 till sin dotter i Portland i Oregon, USA och blev organist i Reedville Presbyterian Church.

## Utmärkelser
- Honored Artist of the Russian Federation.[2]